# داتوك كرامات

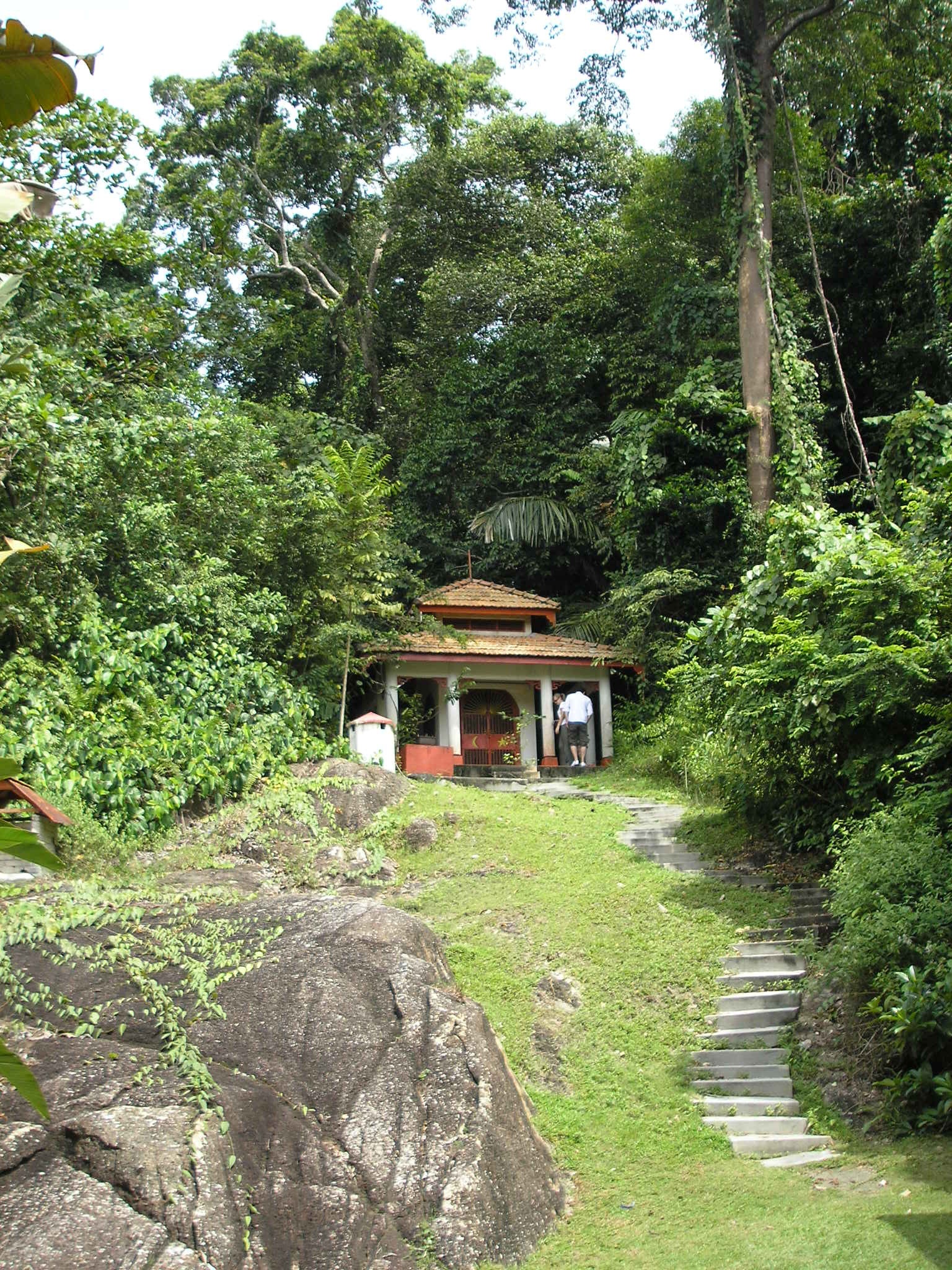
ضريح داتوك بانجليما هيجاو في جزيرة بانكور

داتوك كيرامات هي عبارة عن اندماج بين الديانة الشعبية الماليزية والصوفية الإسلامية والديانة الشعبية الصينية في جنوب شرق آسيا [الإنجليزية]. يمكن العثورعلى المعتقد الديني للعبادة في ماليزيا وسنغافورة وعلى طول مضيق ملقا.
باللغة الملايوية، داتوم يعني رئيس قرية أو جد أو شخص في منصب رفيع كرامات وهي كلمة عربية مقترضة مرتبطة بالتصوف.
يقدم المصلون عادة الزهور والفواكه والأرز والخضروات للأضرحة. ويتم أيضًا حرق البنزوين لإصدار رائحة عطرية دخانية كجزء من الطقوس.

## الأدب
- م. كمال حسن (محرر)، غزالي بن بصري. "الأديان والمعتقدات" في موسوعة ماليزيا . دار أرخبيل الصحافة، سنغافورة. (2006). رقم ISBN 978-981-3018-51-8
- عبد الوهاب بن حسين عبد الله. "دراسة اجتماعية لمعتقدات الكيرامت في سنغافورة". بكالوريوس مع مرتبة الشرف في الممارسة الأكاديمية، قسم علم الاجتماع، الجامعة الوطنية في سنغافورة، 2000.
- تشيو، هوك تونغ. "حركة عبادة الروح داتوك غونغ في بينانغ: الوجود والانتماء في ماليزيا المتعددة الأعراق". مجلة دراسات جنوب شرق آسيا، المجلد. 23، رقم 1 (سبتمبر)، 381-404.
- تشيو، هوك تونغ. "الكرامات الملايوية، والمصلون الصينيون: إضفاء الطابع الصيني على الكرامات الملايوية في ماليزيا". ورقة بحثية، قسم الدراسات الملايوية، الجامعة الوطنية في سنغافورة، 1994.
- تشيو، كيم بان ومورييل سبيدن، معتقدات بابا الشعبية والخرافات . سنغافورة: لاند مارك بوكس، 1998.
- كلامر، جون المحرر دراسات في الدين الشعبي الصيني في سنغافورة وماليزيا . سنغافورة: مساهمات في الإثنوغرافيا في جنوب شرق آسيا، 1983.
- إليوت، آلان جيه إيه طائفة الروح الوسيطة الصينية في سنغافورة . سنغافورة: دونالد مور، 1964.
- ليسا، ويليام أ. وآخرون، القارئ في الدين المقارن: نهج أنثروبولوجي . نيويورك، هاربر ورو، 1965.
- محمد طيب عثمان، المعتقدات الشعبية الملايوية: دمج العناصر المتباينة . كوالالمبور: ديوان باهاسا دان بوستاكا، 1989.
- إنج، سيو هوا، "سام بوه نيو نيو كيرامات: دراسة لمعبد بابا الصيني". مساهمات في إثنوغرافيا جنوب شرق آسيا، المجلد. 25، الجزء 1، 1983، 175-177.
- سكيت، دبليو دبليو [الإنجليزية] ماجيك الملايو . لندن: ماكميلان، 1900.
- تان، تشي بينج. بابا ملقا . سيلانجور، منشورات بيلاندوك، 1988.
- تجاندرا، لوكاس. الدين الشعبي بين الصينيين في سنغافورة وماليزيا (آن أربور، ميشيغان: جامعة ميكروفيلمز الدولية، 1990)، 48.
- صحيفة ستريتس تايمز ، "لجنة جوهر تقدم تقريراً عن دور العبادة"، 29 ديسمبر 1989.
- صحيفة ستريتس تايمز ، "أبلغوا المعابد الصينية بضرورة التوقف عن استخدام اللافتات الإسلامية"، 25 يونيو 1987.

## طالع أيضًا
- كاندي من إندونيسيا [الإنجليزية]
- الديانة الشعبية الصينية في جنوب شرق آسيا [الإنجليزية]
- فودي تشنغشن [الإنجليزية]
- كيجاوين
- الديانة الشعبية الماليزية
- المقام
- مزار (ضريح)
- نا توك كونغ [الإنجليزية]
- سيلات [الإنجليزية]
- تجول الملوك [الإنجليزية]
- توا بيك كونغ [الإنجليزية]

## روابط خارجية
- الجامعة الوطنية في سنغافورة | التنشئة الاجتماعية والتوطين: دراسة حالة لطائفة داتوك غونغ في ملقا
- الجامعة الوطنية في سنغافورة | الدين والمجتمع في ملقا